# Truls Ove Karlsen
Truls Ove Karlsen (Oslo, 25 aprile 1975) è un ex sciatore alpino norvegese specializzato nelle prove tecniche.

## Biografia

### Stagioni 1995-2004
Originario di Steinkjer e attivo in gare FIS dal novembre del 1994, Karlsen ha esordito in Coppa Europa il 28 febbraio 1999 a Kiruna, senza concludere lo slalom speciale in programma. Il 17 febbraio 2001 a Bad Wiessee ha ottenuto nella stessa specialità il suo primo podio nel circuito continentale, classificandosi 2º. In Coppa del Mondo ha esordito il 28 ottobre 2001 nello slalom gigante di Sölden, senza completare la prova; nella stessa stagione ha debuttato ai Giochi olimpici invernali: a Salt Lake City 2002 tuttavia non ha terminato né lo slalom speciale né la combinata.
Nella stagione 2002-2003 ha conquistato il suo primo podio in Coppa del Mondo, il 16 dicembre, giungendo terzo nel KO slalom di Sestriere, e ha debuttato ai Campionati mondiali: a Sankt Moritz 2003 si è classificato 24º nello slalom gigante e non ha completato lo slalom speciale. Il 29 febbraio 2004 ha ottenuto la sua unica vittoria in Coppa del Mondo, nonché ultimo podio, nello slalom speciale disputato sulla Podkoren di Kranjska Gora.

### Stagioni 2005-2013
Ai Mondiali di Bormio/Santa Caterina Valfurva 2005 non ha concluso lo slalom speciale. Il 14 gennaio 2007 ha colto a Donnersbachwald in slalom speciale il suo ultimo podio in Coppa Europa (3º). Nelle stagioni successive ha preso parte ai Mondiali di Åre 2007 (6º nello slalom gigante, 7º nello slalom speciale) e Val-d'Isère 2009 (13º nello slalom gigante, non ha completato lo slalom speciale); ai XXI Giochi olimpici invernali di Vancouver 2010, sua ultima presenza olimpica, si è classificato 46º nella discesa libera, 21º nello slalom gigante, 22º nella supercombinata e non ha concluso il supergigante e lo slalom gigante
Ai successivi Mondiali di Garmisch-Partenkirchen 2011, suo congedo iridato, è stato 28º nel supergigante e 25º nello slalom gigante. Si è ritirato al termine della stagione 2012-2013; la sua ultima gara in Coppa del Mondo è stata lo slalom gigante di Adelboden del 12 gennaio, che non ha completato, e la sua ultima gara in carriera è stata lo slalom gigante FIS disputato il 9 aprile a Nozawaonsen, chiuso da Karlsen all'8º posto.

## Palmarès

### Coppa del Mondo
- Miglior piazzamento in classifica generale: 22º nel 2004
- 2 podi:
  - 1 vittoria
  - 1 terzo posto

#### Coppa del Mondo - vittorie
| Data             | Località      | Paese    | Specialità |
| ---------------- | ------------- | -------- | ---------- |
| 29 febbraio 2004 | Kranjska Gora | Slovenia | SL         |

Legenda:

SL = slalom speciale

### Coppa Europa
- Miglior piazzamento in classifica generale: 25º nel 2001
- 6 podi:
  - 4 secondi posti
  - 2 terzi posti

### Nor-Am Cup
- Miglior piazzamento in classifica generale: 13º nel 2009
- 4 podi:
  - 2 vittorie
  - 2 terzi posti

#### Nor-Am Cup - vittorie
| Data            | Località | Paese  | Specialità |
| --------------- | -------- | ------ | ---------- |
| 2 febbraio 2009 | Nakiska  | Canada | SL         |
| 3 febbraio 2009 | Nakiska  | Canada | SL         |

Legenda:

SL = slalom speciale

### Australia New Zealand Cup
- Miglior piazzamento in classifica generale: 21º nel 2008
- 4 podi:
  - 2 vittorie
  - 2 terzi posti

#### Australia New Zealand Cup - vittorie
| Data           | Località    | Paese         | Specialità |
| -------------- | ----------- | ------------- | ---------- |
| 20 agosto 2007 | Treble Cone | Nuova Zelanda | GS         |

Legenda:

GS = slalom gigante

### Campionati norvegesi
- 13 medaglie[1]:
  - 7 ori (slalom speciale, combinata nel 2001; slalom gigante nel 2002; slalom speciale nel 2005; slalom speciale nel 2007; slalom gigante, slalom speciale nel 2008)[2]
  - 1 argento (combinata[senza fonte] nel 2003)
  - 5 bronzi (combinata[senza fonte] nel 1999; slalom speciale nel 2003; slalom gigante nel 2004; slalom speciale nel 2009; slalom gigante nel 2011)